# سانتا ماريا دي أفيلا
سانتا ماريا دي أفيلا هو دير سيسترسي سابق تم بناؤه في إسبانيا في سنة 1181 على نهر تاجوس بالقرب من تريلو، غوادالاخارا، حوالي 90 ميل (140 كـم) شمال شرق العاصة مدريد. خلال فترات الازدهار على مدى القرون الأربعة التالية، توسعت مشاريع البناء وحسنت الدير الصغير. تراجعت ثرواتها بشكل كبير في القرن الثامن عشر، وفي عام 1835 صادرتها الحكومة الإسبانية وبيعت لأصحابها الخاصين الذين استخدموا مبانيها لإيواء حيوانات المزرعة.

## نبذة
اشترى الناشر الأمريكي ويليام راندولف هيرست أجزاء من الدير في عام 1931 بقصد استخدام أحجاره في بناء قلعة ضخمة وخيالية في وينتون بكاليفورنيا، ولكن بعد إزالة حوالي 10000 حجر وشحنها، تم التخلي عنها في سان فرانسيسكو من أجل عقود. توجد هذه الأحجار الآن في مواقع مختلفة حول كاليفورنيا: تم إنشاء بوابة الكنيسة القديمة في جامعة سان فرانسيسكو، وأعيد تجميع منزل الفصل بواسطة رهبان ترابيست في دير نيو كليرفو في فينا، كاليفورنيا. تعمل الأحجار الأخرى كعناصر زخرفية بسيطة في حديقة غولدن غيت النباتية. لدعم مشروع دار الفصل، تم إنتاج خط من البيرة على الطراز البلجيكي من قبل شركة سييرا نيفادا تخميرتحت العلامة التجارية أوفيلا أبي.
في إسبانيا، أعلنت الحكومة الجديدة للجمهورية الثانية أن الدير نصب تذكاري وطني في يونيو 1931، ولكن ليس في الوقت المناسب لمنع الإزالة الجماعية للحجارة. اليوم، تقف المباني والجدران المتبقية على أراضي زراعية خاصة.

## تاريخ
تأسس دير سانتا ماريا دي أفيلا في عام 1175 بمنح الأرض من الملك ألفونسو الثامن ملك قشتالة إلى رهبان دير فالبوينا السيسترسيين في فالبوينا دي دويرو، مقاطعة بلد الوليد، قشتالة وليون، كان الملك يتبع إستراتيجية عامة لإنشاء مؤسسات كاثوليكية على الأرض التي فاز بها مؤخرًا في معركة من مغاربة أيبيريا. اختار «الرهبان البيض» السيسترسيون (يرتدون عادات ملابس غير مصبوغة) أولاً موقعًا في موريل (يسمى الآن كاراسكوسا دي تاجو) في تاجوس، ولكن بعد بضع سنوات، اضطروا إلى الانتقال إلى منطقة أكثر خصوبة على بعد أميال قليلة من تريلو، غوادالاخارا، حيث تطل قمة تل منبسطة بجوار النهر بإطلالة متواضعة. 

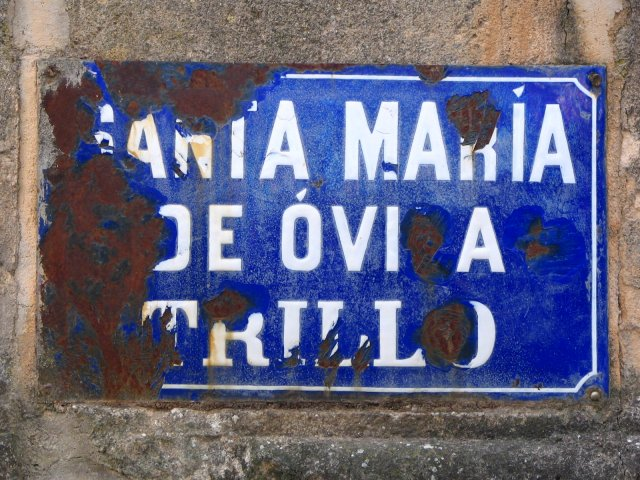
علامة دير مطلية بالمينا تظهر الضرر

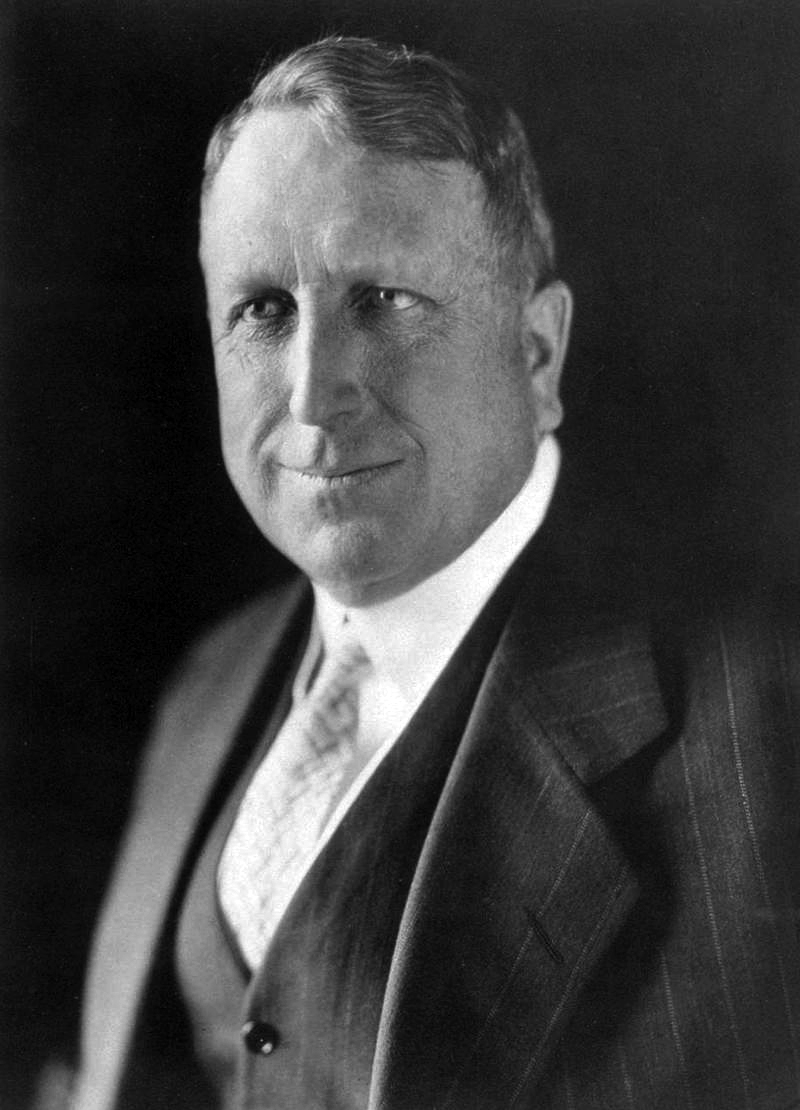
أنفق ويليام راندولف هيرست تقريبًا مليوندولارًا للحصول على أرقى معالم الدير.

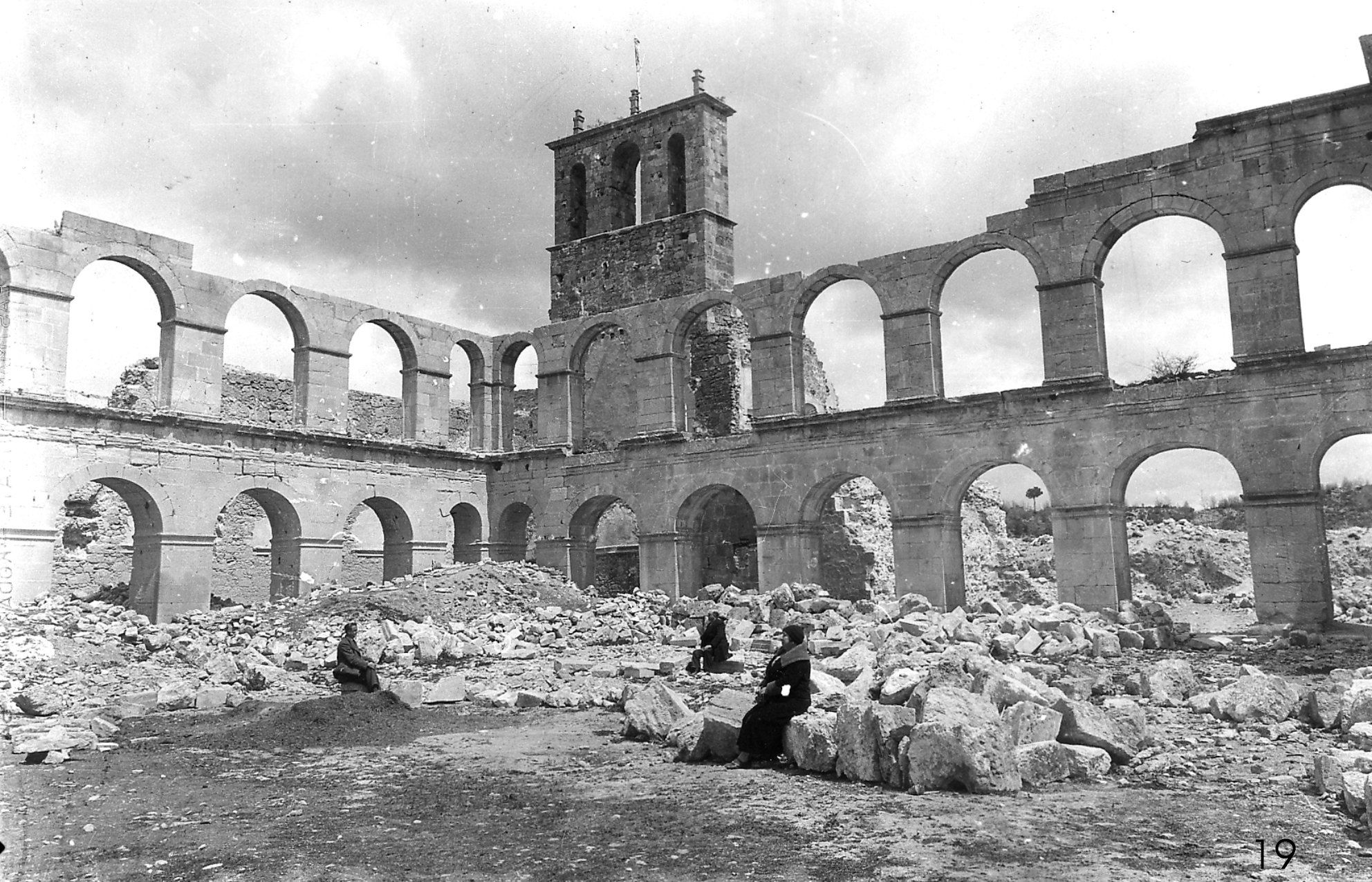
الدير المفكك في الثلاثينيات

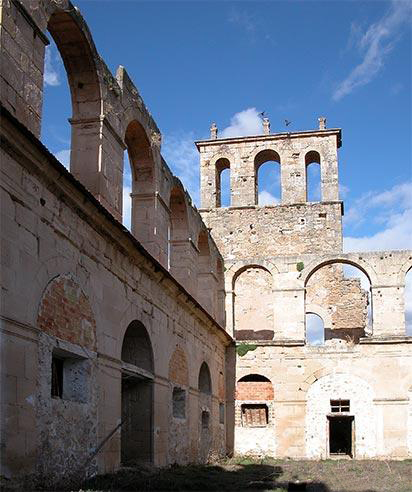
أنقاض الدير في إسبانيا

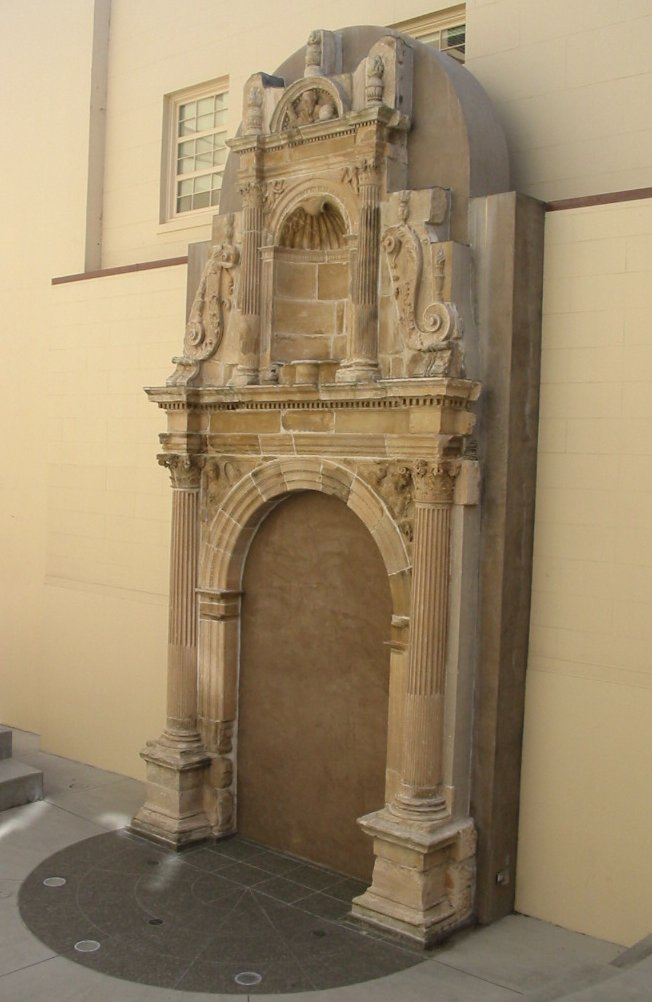
تم تثبيت بوابة كنيسة سانتا ماريا دي أفيلا أخيرًا في عام 2008 في مدرج أوفيلا (2011)

## روابط خارجية
- Picasa photo collection of New Clairvaux Abbey
- Photographs of the reassembly of the chapter house portal, archived from the original
- Old and new photographs of the monastery (in Spanish)